# Rio Moacir Ávidos
Rio Moacir Ávidos är ett vattendrag i Brasilien.   Det ligger i delstaten Espírito Santo, i den sydöstra delen av landet, 900 km öster om huvudstaden Brasília.
Omgivningarna runt Rio Moacir Ávidos är huvudsakligen savann. Runt Rio Moacir Ávidos är det ganska glesbefolkat, med 31 invånare per kvadratkilometer.